# 高斯电子公司
《高斯电子公司》（韓語：가우스전자）是一部韓國網路漫畫，由韩国漫画家郭百洙所作。该漫画以虚构的韩国“高斯电子”公司上班族为背景，共4季2070话，于2011年6月6日至2019年10月25日在Naver漫画连载。中文翻译版为1821话，于2020年10月完结。

## 登场人物
- 李相植：高斯电子营销3部员工→助理经理→经理
- 车娜莱：高斯电子营销3部经理→广告部经理
- 白马帅：高斯电子营销3部员工
- 建江美：高斯电子营销3部员工

## 衍生电视剧
- 韩国2022年电视剧《高斯电子公司》，主演：郭東延、高聖熙、裴賢聖、姜旻兒[5][6]
- 中国大陆2023年电视剧《今日宜加油》，主演：郑恺、陈钰琪、王鹤棣[7]